# گولیانکی
گولیانکی (به لاتین: Golianki) یک روستا در لهستان است که در گمینا بوندوو واقع شده‌است. گولیانکی ۹۰ نفر جمعیت دارد.